# Groupe de NGC 973
Le groupe de NGC 973 comprend au moins 20 galaxies situées dans la constellation du Triangle. La distance moyenne entre ce groupe et la Voie lactée est d'environ 65,3 Mpc (∼213 millions d'al).

## Membres
Le tableau ci-dessous liste les 20 galaxies du groupe indiquées dans l'article de A.M. Garcia paru en 1993.
| Nom                 | Class.      | Type                  | α (J2000.0)   | δ (J2000.0) | Vitesse radiale (km/s) | m              | Distance (Mpc) | Diamètre (kal) |
| ------------------- | ----------- | --------------------- | ------------- | ----------- | ---------------------- | -------------- | -------------- | -------------- |
| NGC 969             | S0          | Lenticulaire          | 02h 34m 08.2s | 32° 56′ 49″ | 4508 ± 25              | 12,3           | 63,2 ± 4,5     | 123            |
| NGC 973             | Sb          | Spirale               | 02h 34m 20.1s | 32° 30′ 20″ | 4855 ± 8               | 12,8           | 68,3 ± 4,8     | 225            |
| NGC 974             | SAB(rs)b?   | Spirale intermédiaire | 02h 34m 25.8s | 32° 57′ 16″ | 4500 ± 7               | 12,8           | 63,1 ± 4,3     | 246            |
| NGC 1002 (=NGC 983) | SB(r)b?     | Spirale barrée        | 02h 38m 55.6s | 34° 37′ 20″ | 4720 ± 20              | 13,2           | 66,5 ± 4,7     | 99             |
| NGC 987             | SB0/a       | Lenticulaire          | 02h 36m 49.6s | 33° 19′ 38″ | 4567 ± 13              | 12,4           | 64,2 ± 4,5     | 88             |
| NGC 1067            | SAB(s)c     | Spirale intermédiaire | 02h 43m 50.5s | 32° 30′ 43″ | 4528 ± 3               | 13,8           | 63,7 ± 4,5     | 71             |
| PGC 9821 (NGC 978A) | S0-?        | Lenticulaire          | 02h 34m 47.0s | 32° 50′ 46″ | 4746 ± 24              | 9,423 ± 0,015a | 66,8 ± 4,7     | 139            |
| PGC 9823 (NGC 978B) | S0          | Lenticulaire          | 02h 34m 48.1s | 32° 50′ 29″ | 4336 ± 30              | ?              | 60,7 ± 4,3     | 24             |
| UGC 1980            | S?          | Spirale               | 02h 30m 33.7s | 32° 10′ 34″ | 4774 ± 4               | 11,75          | 67,1 ± 4,7     | 81             |
| UGC 2054            | Sdm?        | Spirale magellanique  | 02h 34m 33.0s | 33° 56′ 31″ | 4437 ± 6               | 14,31          | 62,2 ± 4,4     | 103            |
| UGC 2083            | Sbc         | Spirale               | 02h 36m 30.3s | 32° 42′ 55″ | 4696 ± 1               | 12,27          | 66,0 ± 4,6     | 118            |
| UGC 2087            | Scd?        | Spirale               | 02h 36m 32.1s | 31° 35′ 51″ | 4894 ± 1               | 14,04          | 68,9 ± 4,8     | 73             |
| UGC 2105            | (R')SB(s)a? | Spirale barrée        | 02h 37m 39.9s | 34° 25′ 54″ | 4908 ± 2               | 12,91          | 69,2 ± 4,9     | 83             |
| UGC 2131            | SB(r)d      | Spirale barrée        | 02h 38m 40.3s | 33° 26′ 44″ | 4617 ± 1               | 14,52          | 64,9 ± 4,6     | 107            |
| UGC 2156            | SA(r)c      | Spirale               | 02h 40m 19.2s | 32° 15′ 44″ | 4477 ± 15              | 13,57          | 62,9 ± 4,4     | 134            |
| UGC 2171            | Scd         | Spirale               | 02h 41m 55.1s | 32° 05′ 18″ | 4561 ± 5               | 13,85          | 64,1 ± 4,5     | 75             |
| UGC 2198            | Sd          | Spirale               | 02h 43m 32.7s | 31° 47′ 24″ | 4710 ± 1               | 14,08          | 66,3 ± 4,7     | 62             |
| UGC 2206            | S?          | Spirale               | 02h 43m 52.4s | 33° 20′ 56″ | 4725 ± 3               | 14,28          | 66,6 ± 4,7     | 71             |
| UGC 2239            | SBbc?       | Spirale barrée        | 02h 46m 35.7s | 32° 26′ 57″ | 4825 ± 4               | 12,60          | 68,1 ± 4,8     | 112            |
| MGC 5-7-30          | S?          | Spirale               | 02h 41m 00.5s | 32° 10′ 50″ | 4436 ± 1               | 14,86          | 62,3 ± 4,4     | 44             |

- aDans le proche infrarouge.

Le site DeepskyLog permet de trouver aisément les constellations des galaxies mentionnées dans ce tableau ou si elles ne s'y trouvent pas, l'outil du site constellation permet de le faire à l'aide des coordonnées de la galaxie. Sauf indication contraire, les données proviennent du site NASA/IPAC.